# Guettarda rigida
Guettarda rigida är en måreväxtart som beskrevs av Achille Richard. Guettarda rigida ingår i släktet Guettarda och familjen måreväxter.
Artens utbredningsområde är Kuba. Inga underarter finns listade i Catalogue of Life.